# Amos Pieper
Amos Pieper (Lüdinghausen, 17 gennaio 1998) è un calciatore tedesco, difensore del Werder Brema.

## Caratteristiche tecniche
È un difensore centrale.

## Carriera

### Club
Cresciuto nel settore giovanile del Borussia Dortmund, dopo aver trascorso una stagione e mezzo con la seconda squadra dei giallo-neri, il 28 gennaio 2019 viene acquistato dall'Arminia Bielefeld, con cui firma un contratto pluriennale.

### Nazionale
Ha esordito con la nazionale Under-21 tedesca il 3 settembre 2020, nella partita di qualificazione agli Europei del 2021 vinta per 4-1 contro la Moldavia.

## Statistiche

### Presenze e reti nei club
Statistiche aggiornate al 17 ottobre 2020.
| Stagione                    | Squadra                     | Campionato                  | Campionato | Campionato | Coppe nazionali | Coppe nazionali | Coppe nazionali | Coppe continentali | Coppe continentali | Coppe continentali | Altre coppe | Altre coppe | Altre coppe | Totale | Totale |
| Stagione                    | Squadra                     | Comp                        | Pres       | Reti       | Comp            | Pres            | Reti            | Comp               | Pres               | Reti               | Comp        | Pres        | Reti        | Pres   | Reti   |
| --------------------------- | --------------------------- | --------------------------- | ---------- | ---------- | --------------- | --------------- | --------------- | ------------------ | ------------------ | ------------------ | ----------- | ----------- | ----------- | ------ | ------ |
| 2017-2018                   | Arminia Bielefeld           | RL                          | 18         | 1          | -               | -               | -               | -                  | -                  | -                  | -           | -           | -           | 18     | 1      |
| 2018-gen. 2019              | Arminia Bielefeld           | RL                          | 16         | 0          | -               | -               | -               | -                  | -                  | -                  | -           | -           | -           | 16     | 0      |
| Totale Borussia Dortmund II | Totale Borussia Dortmund II | Totale Borussia Dortmund II | 34         | 1          |                 | -               | -               |                    | -                  | -                  |             | -           | -           | 34     | 1      |
| gen.-giu. 2019              | Arminia Bielefeld           | ZL                          | 8          | 0          | CG              | -               | -               | -                  | -                  | -                  | -           | -           | -           | 8      | 0      |
| 2019-2020                   | Arminia Bielefeld           | ZL                          | 31         | 0          | CG              | 2               | 0               | -                  | -                  | -                  | -           | -           | -           | 33     | 0      |
| 2020-2021                   | Arminia Bielefeld           | BL                          | 30         | 1          | CG              | 1               | 0               | -                  | -                  | -                  | -           | -           | -           | 31     | 1      |
| 2021-2022                   | Arminia Bielefeld           | BL                          | 27         | 0          | CG              | 2               | 0               | -                  | -                  | -                  | -           | -           | -           | 29     | 0      |
| Totale Arminia Bielefeld    | Totale Arminia Bielefeld    | Totale Arminia Bielefeld    | 96         | 1          |                 | 5               | 0               |                    | -                  | -                  |             | -           | -           | 101    | 1      |
| 2022-2023                   | Werder Brema                | BL                          | 29         | 2          | CG              | 2               | 0               | -                  | -                  | -                  | -           | -           | -           | 31     | 2      |
| Totale carriera             | Totale carriera             | Totale carriera             | 159        | 4          |                 | 7               | 0               |                    | -                  | -                  |             | -           | -           | 166    | 4      |

## Palmarès

### Club

#### Competizioni nazionali
- Campionato tedesco di seconda divisione: 1

Arminia Bielefeld: 2019-2020

### Nazionale
- Campionato d'Europa Under-21: 1

Ungheria/Slovenia 2021